# Phaÿllus de Crotone
Phaÿllus de Crotone est un vainqueur olympique et militaire originaire de la cité de Crotone des VIe et Ve siècles av. J.-C.

## Biographie
Il remporta trois victoires aux Jeux pythiques : deux pentathlons et un stadion. Des scholies de certains manuscrits d'Aristophane le créditent d'une victoire à l'hoplitodromos aux Jeux olympiques, ce que Pausanias dément. Il aurait réalisé un des rares records antiques mesurés : un saut en longueur de 55 pieds. La performance est accompagnée d'un lancer du disque de 95 pieds.
Il participa à la bataille de Salamine, où selon Hérodote (VIII, 8), Crotone est la seule cité éloignée à aider les Grecs en envoyant un navire. Celui-ci est commandé par Phaÿllus,.
Des statues furent érigées en son honneur à Delphes et sur l'Acropole d'Athènes. Alexandre le Grand envoya une partie du butin de la bataille d'Issos à sa cité en son honneur.

## Saut en longueur aux Jeux olympiques

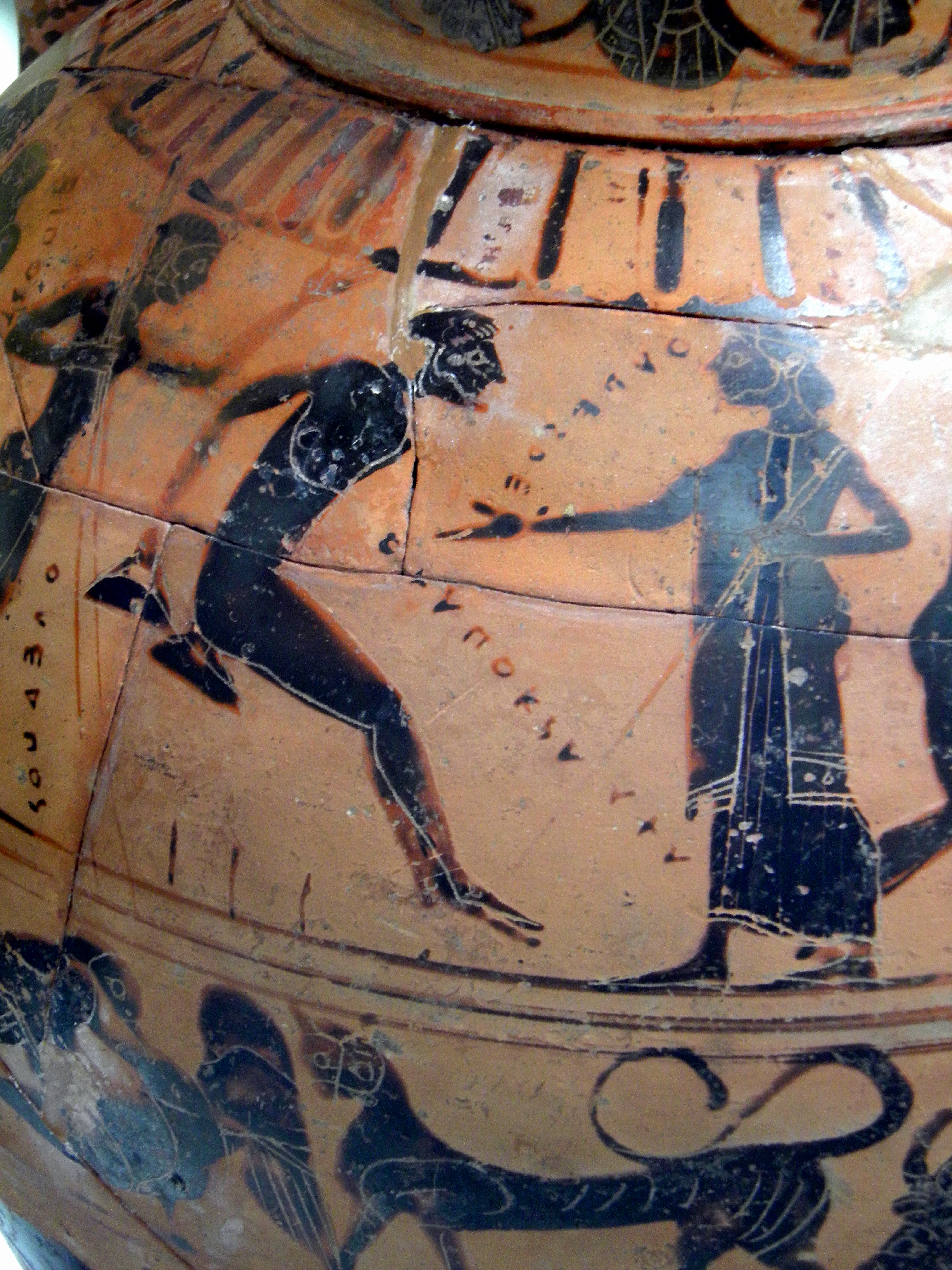
Vase daté de -540 représentant un saut en longueur avec les haltères.

Le record du saut en longueur pose question, la performance correspond plus à une performance de triple saut, et semble très improbable, même avec les haltères antiques (en). Il provient d'une inscription de l'Anthologie Palatine le célébrant (probablement largement postérieure aux événements,), mais les auteurs l'évoquant, Hérodote, Plutarque, Aristophane et Pausanias, sont muets sur ce point, d'autant que les épigrammes et inscriptions, telles celles consacrées à Milon de Crotone, peuvent inclure des exagérations, des examens indiquent que l'épigramme tente un jeu de mots et une opposition symétrique avec son lancer de disque beaucoup moins impressionnant,. Il semble d'ailleurs qu'il y ait des sources contradictoires, provenant des inscriptions des statues le célébrant et de scolies de Symmaque et Séleucos à la tradition manuscrite douteuse ou à une confusion grammaticale, ce qui dément que les jeux grecs antiques aient pratiqué un triple saut.

## Sources
- (en) Mark Golden, Sport in the Ancient World from A to Z, Londres, Routledge, 2004, 184 p. (ISBN 0-415-24881-7).
- Hérodote, L'Enquête, Folio Classique, 1990, 640 p.  (ISBN 978-2-07-038223-1)